# Herlev Gymnasium og HF
Herlev Gymnasium & HF, oprettet som Herlev Statsskole, er et dansk gymnasium og hf-kursus, der er beliggende i den københavnske forstad Herlev.
Gymnasiet blev etableret som forsøgsgymnasium under navnet 'Herlev Statsskole' i 1974. I 1986 ændredes navnet i forbindelse med amtsovertagelsen til Herlev Gymnasium.
Gymnasiets bestyrelse ledes af direktør på Professionshøjskolen UCC Tove Hvid Persson.

## Historie
Tekst mangler, hjælp os med at skrive teksten

## Studieretninger og fagpakker
Herlev Gymnasium & HF udbyder otte forskellige STX-studieretninger.                                                 
- Studieretning 1: Matematik A - Fysik B - Kemi B
- Studieretning 2: Matematik A - Idræt B - Biologi B - Fysik B
- Studieretning 3: Bioteknologi A - Matematik A - Fysik B
- Studieretning 4: Biologi A - Kemi B
- Studieretning 5: Samfundsfag A - Engelsk A
- Studieretning 6: Samfundsfag A - Matematik A
- Studieretning 7: Musik A - Engelsk A
- Studieretning 8: Engelsk A - Spansk A - Latin C

Herlev Gymnasium & HF udbyder desuden fem forskellige HF-fagpakker.
- Fagpakke 1: Samfundsfag B - Psykologi C
- Fagpakke 2: Samfundsfag B - Religion B
- Fagpakke 3: Matematik B - Erhvervsøkonomi C
- Fagpakke 4: Idræt B - Psykologi C
- Fagpakke 5: Mediefag B - Informatik C

## Rektorer
- 1974-1988 Kirsten Kristoffersen[2]
- ?-2010: Mette Mortensen
- 2010-2023: Jan Vistisen
- 2023-2023: Mads Strarup (konstitueret)
- 2023-: Mads Glendorf

## Kendte studenter
- 1980: Søren Jacobsen, tv-meteorolog
- 1984: Ask Rostrup, tv-journalist
- Ditte Hansen, skuespiller[kilde mangler]
- 1991: Dennis Ritter, tv-journalist
- 1994: Thomas Gyldal Petersen, borgmester, Herlev
- 1999: Niclas "Nik" Petersen, popsanger fra popduen Nik og Jay
- 2001: Hjalte Nørregaard, fodboldspiller